# Bari hydroxide
Bari hydroxide là hợp chất hóa học với công thức hóa học Ba(OH)2(H2O)x. Chất ngậm nước đơn (x =1) được biết đến với tên baryta, là một trong những hợp chất chính của bari. Hạt monohydrat trắng này là dạng thương mại chính của bari hydroxide.

## Điều chế và cấu trúc

Mô hình kết nối của ion bari trong Ba(OH)_{2}.H_{2}O.

Bari hydroxide có thể được điều chế bằng cách hòa tan bari oxit (BaO) trong nước:
BaO + 9 H2O → Ba(OH)2·8H2O
Nó kết tinh thành phân tử ngậm 8 nước octahydrate, chuyển đổi thành ngậm đơn nước monohydrate khi nung nóng trong không khí. Tại 100 °C trong chân không, phân tử monohydrat sẽ phân giải thành BaO và nước. Phân tử monohydrate có cấu trúc phân lớp (xem hình trên). Trung tâm Ba2+ có cấu trúc vuông góc phản lăng trụ vuông. Mỗi trung tâm ion Ba2+ bị ràng buộc bởi hai phối tử nước và sáu phối tử hydroxide, được liên kết đôi và liên kết ba với các trung tâm láng giềng Ba2+ khác. Trong phân tử ngậm 8 nước, các trung tâm ion Ba2+ kết nối nhưng không chia sẻ các phối tử.

## Ứng dụng
Về mặt công nghiệp, bari hydroxide được sử dụng làm tiền thân cho các hợp chất bari khác. Bari hydroxide ngậm đơn nước (Monohydrat) được sử dụng để khử nước và loại bỏ sulfat từ các sản phẩm khác nhau. Ứng dụng này khai thác độ tan rất thấp của bari sulfat. Ứng dụng công nghiệp này cũng được áp dụng cho phòng thí nghiệm .